# Dolomedes wetarius
Espèce
Dolomedes wetarius est une espèce d'araignées aranéomorphes de la famille des Dolomedidae.

## Distribution
Cette espèce est endémique des Moluques en Indonésie,. Elle se rencontre sur Wetar.

## Description
La femelle holotype mesure 25 mm.

## Systématique et taxinomie
Cette espèce a été décrite par Strand en 1911.

## Étymologie
Son nom d'espèce lui a été donné en référence au lieu de sa découverte, Wetar.

## Publication originale
- Strand, 1911 : « Vorläufige Diagnosen neuer Spinnen, insbesondere aus der Südsee, des Senckenbergischen Museums. » Archiv für Naturgeschichte, (I,2), vol. 77, p. 202-207 (texte intégral).